# هیئزو، توتوری
هیئزو، توتوری (به لاتین: Hiezu, Tottori) یک منطقهٔ مسکونی در ژاپن است که در Saihaku District واقع شده‌است. هیئزو ۴٫۲۰ کیلومترمربع مساحت و ۳٬۴۵۱ نفر جمعیت دارد.